# バレーボールイスラエル男子代表

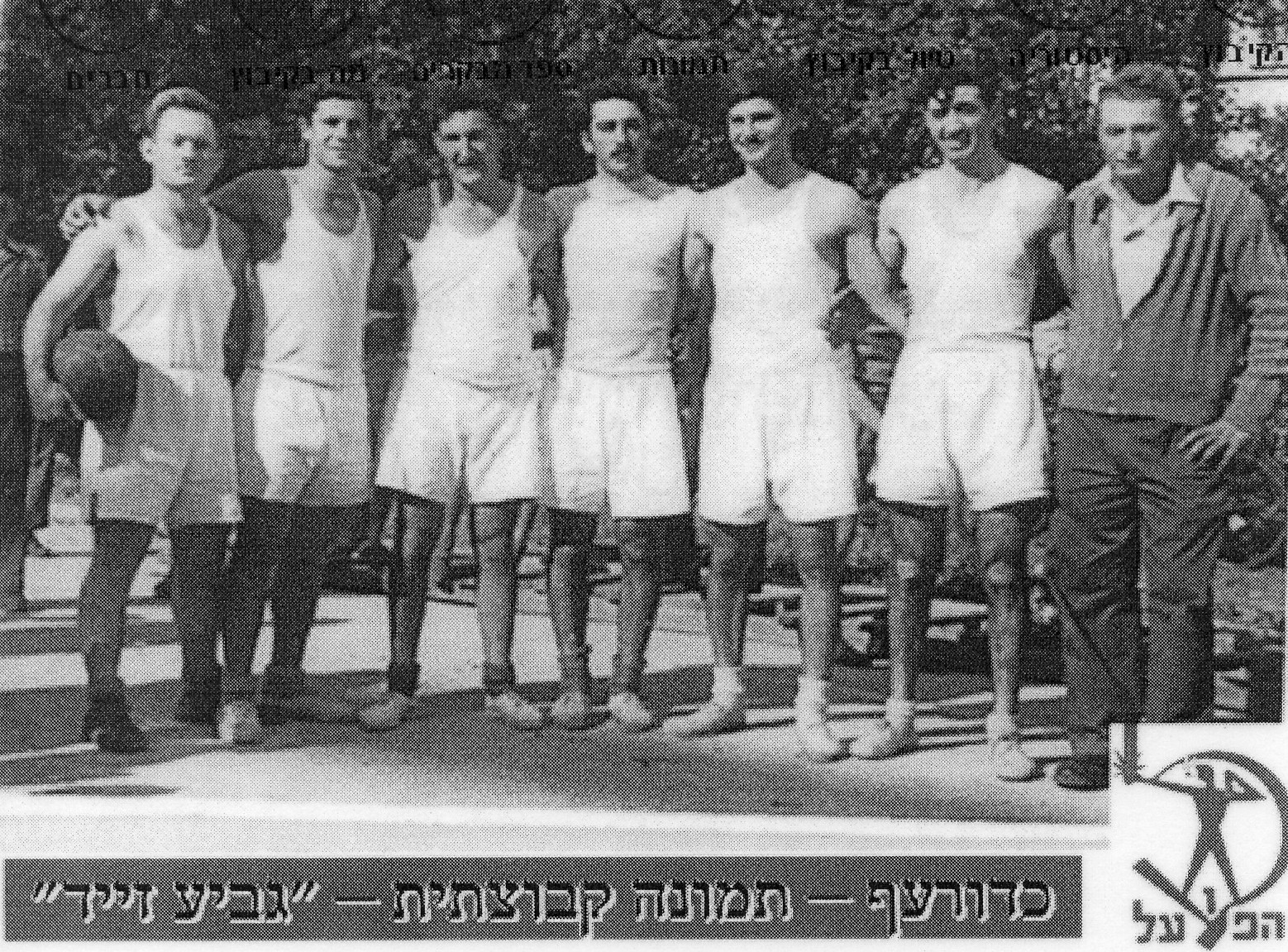
バレーボールイスラエル男子代表（1952年世界選手権）

バレーボールイスラエル男子代表は、バレーボールの国際大会で編成されるイスラエルの男子バレーボールナショナルチームである。

## 歴史
1953年に国際バレーボール連盟へ加盟。1950年代から1970年代にかけて、世界選手権に4回出場（1952年、1956年、1962年、1970年）し、欧州選手権に3回出場（1951年、1967年、1971年）したが、それ以降、40年間主要国際大会に出場していない。近年は世界選手権大陸予選、欧州選手権予選も敗退が続いている。

## 過去の成績

### オリンピックの成績
- 出場なし

### 世界選手権の成績
- 1952年 - 10位
- 1956年 - 16位
- 1962年 - 15位
- 1970年 - 19位
- 1998年 - 欧州予選敗退
- 2002年 - 欧州予選敗退
- 2006年 - 欧州予選敗退
- 2010年 - 欧州予選敗退

### 欧州選手権の成績
- 1951年 - 10位
- 1967年 - 11位
- 1971年 - 12位
- 2001年 - 予選敗退
- 2005年 - 予選敗退
- 2007年 - 予選敗退
- 2009年 - 予選敗退
- 2011年 - 予選敗退